# Denis Lian

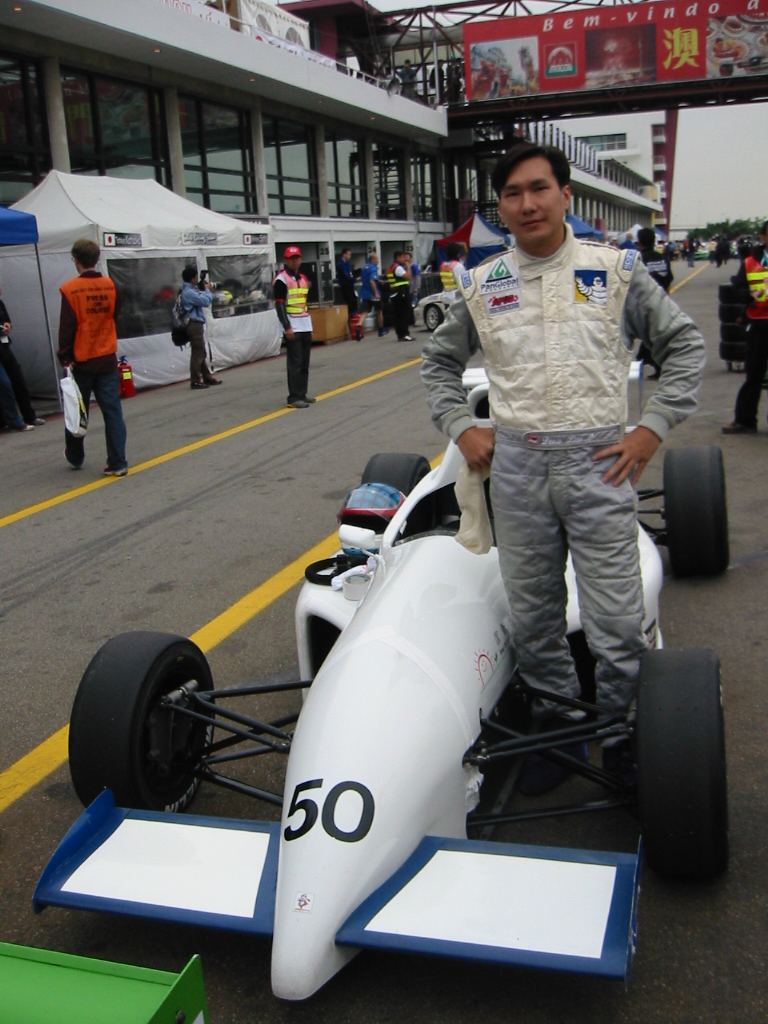
Denis Lian in 2002

Denis Lian (traditioneel Chinees: 練建勝) (8 maart 1972) is een Singaporees-Chinees autocoureur.

## Loopbaan
- 1992: Singaporees Nationaal Kartkampioenschap (5e in kampioenschap).
- 1993: Singaporees Nationaal Kartkampioenschap (2e in kampioenschap).
- 1993: CIK Internationale Kart Prix (3e in kampioenschap).
- 1997: Melbourne Aziatische Autorace (kampioen).
- 1999 t/m 2002: Aziatische Formule 2000 (achtereenvolgens 5e, 4e, 3e en kampioen).
- 2000: Caltex Subaru Rally Challenge (2e in kampioenschap).
- 2002: Grand Prix van Macau (4e).
- 2003: 12 uur van Merdeka Millennium Endurance (8e).
- 2004: 12 uur van Merdeka Millennium Endurance (4e).
- 2005: Formule Palmer Audi Euroseries, top 5 in elk evenement.
- 2006: Formule V6 Azië (5e).
- 2006-07: A1GP, team A1 Team Singapore (2 races, 20e in kampioenschap).

## A1GP resultaten
| Jaar    | Inschrijving      | 1       | 2       | 3          | 4          | 5       | 6       | 7       | 8       | 9       | 10      | 11      | 12      | 13      | 14      | 15      | 16      | 17      | 18      | 19      | 20      | 21      | 22      | Rang | Punten |
| ------- | ----------------- | ------- | ------- | ---------- | ---------- | ------- | ------- | ------- | ------- | ------- | ------- | ------- | ------- | ------- | ------- | ------- | ------- | ------- | ------- | ------- | ------- | ------- | ------- | ---- | ------ |
| 2006-07 | A1 Team Singapore | NED SPR | NED FEA | CZE SPR 18 | CZE FEA 19 | BEI SPR | BEI FEA | MAL SPR | MAL FEA | IND SPR | IND FEA | NZL SPR | NZL FEA | AUS SPR | AUS FEA | RSA SPR | RSA FEA | MEX SPR | MEX FEA | SHA SPR | SHA FEA | GBR SPR | GBR FEA | 20   | 3      |